# Enda Stevens
Enda John Stevens, född 9 juli 1990, är en irländsk fotbollsspelare som spelar för Stoke City.

## Klubbkarriär
Den 22 maj 2017 värvades Stevens av Sheffield United, där han skrev på ett treårskontrakt. Den 21 februari 2019 förlängde Stevens sitt kontrakt i Sheffield United fram till sommaren 2022. I mars 2020 förlängde han sedan sitt kontrakt fram till 2023.
Den 5 juli 2023 värvades Stevens av Stoke City, där han skrev på ett ettårskontrakt.

## Landslagskarriär
Stevens debuterade för Irlands landslag den 2 juni 2018 i en 2–1-vinst över USA, där han blev inbytt i den 77:e minuten mot Shane Duffy.